# 諾維薩德車站簷篷倒塌事故
當地時間2024年11月1日，塞爾維亞諾維薩德諾維薩德車站的混凝土簷篷倒塌到下方繁忙人行道上，造成15人死亡、2人重傷。

## 意外發生背景

### 車站大樓日漸老化
諾維薩德車站於1964年建成，其結構設計在當時可說是前衛、大膽且少見。屋頂由混凝土板構成，為提升剛性而設計成波浪形，並向外延伸懸挑於主入口上方。此次崩塌的延伸部分，透過鋼製張力構件支撐一個懸掛結構，主要由大型鋼筋混凝土樑構成，作為入口的簷篷。這個簷篷也連接到建築正面的拉力柱，拉力柱則由玻璃幕牆覆蓋，但整體結構主要是懸掛設計。屋頂特意設計得纖薄，其混凝土板相較於支撐的其他結構顯得格外輕巧。這部分結構設計的重點並非耐久性，將重型結構懸掛在纖薄屋頂上雖可在一段時間內滿足視覺功能需求，但此設計使結構容易受到混凝土劣化與整體金屬疲勞的影響。
到2000年代初，其設施逐漸顯得老舊，衛生狀況不佳，部分設備已停止運作。2013年，隨著中華人民共和國「一帶一路」倡議的推動，中華人民共和國、匈牙利和塞爾維亞簽署諒解備忘錄，計劃重新建設布達佩斯–貝爾格萊德鐵路線，並導入高鐵系統，工程預定於2015年啟動。塞爾維亞的第二大城市諾維薩德即是此鐵路線的沿線城市之一。
因此進入21世紀，塞爾維亞的鐵路逐漸顯得年久失修下，多名專家建議簷篷或所用的特定材料壽命不應超過50年，本站房受惠於此，事關建築安全的大修工程終於被提上日程，在升級工程前，該車站以原貌維持了57年，未經大規模翻修與檢查。

### 翻新過程的關鍵漏洞
根據國營「交通研究所」制定的技術文件，諾維薩德車站基礎設施升級和站房翻新工程於2021年啟動，由匈牙利公司「Utiber」作為五家公司承包聯合體中的主承包商，不過主要負責施工監理。
車站從2021年開始翻新至2024年中完成。該項目據稱包括對車站月台、月台地下通道和簷篷的全面重建，以及對站房的地板、牆壁和屋頂的翻修，並更換站房外牆材料。這項工程由中國「中國鐵路國際有限公司」（中國中鐵的子公司）和「中國交通建設公司」的聯合體（統稱為「CRIC-CCCC」）完成。車站最早在2022年塞爾維亞總統選舉前象徵性地重新開放，選後工程繼續，車站最終於2024年7月5日再次開放。
該車站完工後外型與舊的一致，這是因為頂棚被諾維薩德文化古蹟保護研究所列為「享有優先保護的財產」（這是塞爾維亞一種特定的建築遺產保護狀態）。因此，在翻新工程開始前，研究所發佈保護方針，要求主入口上方簷篷的翻新需保留其視覺特徵，且因結構工程超出古蹟研究所的職責範疇，這部分重建事宜被遺漏了。導致事故後，「CRIC-CCCC」與營運該建築的塞爾維亞鐵路基礎設施公司其後聲明，建築承包商翻新過程中事實上並未處理主入口簷篷，其仍為老舊結構。對此，該中國國企澄清，在甲乙方討論過程中基本是全盤聽從客戶意思施作，才會只對簷篷進行了符合研究所方針指導的保護性處理。

## 倒塌和救援
1. 米莉察·阿達莫維奇（2008年生），來自卡奇
2. 桑雅·契里奇·阿爾布蒂娜 （1989年生），來自卡奇
3. 喬爾傑·費里奇（1971年生），來自科維利
4. 薩拉·費里奇（2018年生），來自科維利
5. 瓦倫蒂娜·費里奇（2014年生），來自科維利
6. 斯特凡‧赫爾卡（1997年生），來自貝爾格萊德
7. 米列娃·卡拉諾維奇（1948年生），來自卡奇
8. 內馬尼亞·科馬爾（2007年生），來自斯捷潘諾維奇沃
9. 米洛什·米洛薩夫耶維奇（2003年生，來自克尼坎
10. 戈蘭卡·拉卡（1966年生），來自諾維薩德
11. 武卡欣·拉科維奇（1955年生），來自布科瓦茨
12. 安德拉‧魯曼（2004年生），來自舊帕佐瓦
13. 瓦斯科·薩茲多夫斯基（1979年生），來自北馬其頓聖尼古萊
14. 杜羅‧斯馮賈（1947年生），來自斯捷潘諾維切沃

2024年11月1日，歐洲中部時間11時56分，車站35（115英尺）長的混凝土簷篷倒塌，砸向正在下方行走和休息的民眾，造成15人死亡、2人受傷。死者中14人是塞爾維亞公民，另1人為北馬其頓公民。
來自塞爾維亞各地的約80名救援人員動用挖掘機、起重機等重型機械，協力清理倒塌現場的碎石。3名傷者中，2人被困於瓦礫之下，數小時後獲救。這3名傷者均接受截肢手術，且病情嚴重。

## 後續
事發後，車站的列車班次暫停，建築物閉鎖，重新開放時間未定。所有由蘇博蒂察和松博爾開往諾維薩德的公共鐵路交通改至富托格車站，而來自貝爾格萊德的列車則改至彼德羅瓦拉丁車站。
塞爾維亞政府宣佈2024年11月2日為全國哀悼日，伏伊伏丁那自治省及諾維薩德市則宣佈市內哀悼三天。市民在自由廣場和車站前點燃蠟燭並獻上鮮花，以表達悼念。

### 調查與刑事責任
塞爾維亞鐵路對此次災難表達哀悼。塞爾維亞總理米洛什·武切維奇和諾維薩德市長米蘭·杜里奇等政府官員前往事故地點視察時，塞爾維亞總統亞歷山大·武契奇承諾將為受害者伸張正義，而反對黨則批評當局涉嫌貪腐。次日，諾維薩德市長杜里奇表示，法證專家正在檢查殘骸，目前尚未確定事故原因，並強調需待調查結束後再談及辭職。他還指出建築物其他部分狀況正常，並呼籲市民「信任國家和制度」，承諾將追究相關責任。
諾維薩德高級檢察官辦公室已對事故啟動調查。包括建設部長戈蘭·韋西奇在內的40多人被訊問。據稱，警方逮捕至少11人或將其帶到檢察官辦公室，其中包括韋西奇，他說他已主動自首。2024年12月30日，韋西奇和其他12人因倒塌事故而被正式起訴。

### 國內咎責與政治抗議爆發
事故漸漸明朗後，許多人在社交媒體上批評政府溝通存在疏忽。引發的主要爭議之一是塞爾維亞鐵路基礎設施公司承認老危的簷篷未曾重建，另一爭議則是CRIC-CCCC拒絕公開重建的相關文件。11月3日，抗議者聚集在貝爾格萊德的建設、運輸和基礎設施部前，要求涉事官員辭職和逮捕他們。11月4日，建設部長戈蘭·韋西奇宣佈辭職，等待次日國民議會批准，但聲明自己「不承擔責任」。11月5日，諾維薩德車站及其他地點爆發抗議，導致與警方衝突，至少12人受傷，其中10人為警員。抗議者向執政的塞爾維亞進步黨地區辦公室及諾維薩德市政廳投擲物品及紅色油漆。警方逮捕至少9人，事件促使總統武契奇到場視察。11月11日，貝爾格萊德再度爆發抗議，而11月15日，諾維薩德則舉行靜默示威，示威者封鎖鐵路站外的十字路口。11月19日，抗議者圍堵諾維薩德法院，要求逮捕對災難負責的人員，並釋放先前示威中被捕的民眾。11月20日，曾任外貿與建設部長的托米斯拉夫·莫米羅維奇宣佈辭職。11月22日，全塞爾維亞抗議者同步進行15分鐘默哀，以悼念15名罹難者，並透過交通封鎖表達不滿。
11月25日，國會預算聽證會期間，反對黨議員高舉「你們的手上沾滿鮮血」橫幅，要求就災難進行討論，而執政黨議員則回應「塞爾維亞要發展，你們卻想要戰爭」的橫幅，雙方發生肢體衝突。
12月11日，在學生帶領的連續抗議下，總統武契奇做出妥協，首次允諾公開所有與災難相關的檢察機關文件、釋放所有仍被拘留的抗議者、承諾若抗議者因示威被判刑，將予以特赦。這是自2012年武契奇上台以來，政府首次對示威者做出讓步。然而，示威者的核心訴求——武契奇下台，仍未獲得回應。
2025年1月28日，塞爾維亞總理米洛什·武切維奇在抗議持續升級的壓力下宣佈辭職。

### 國際哀弔

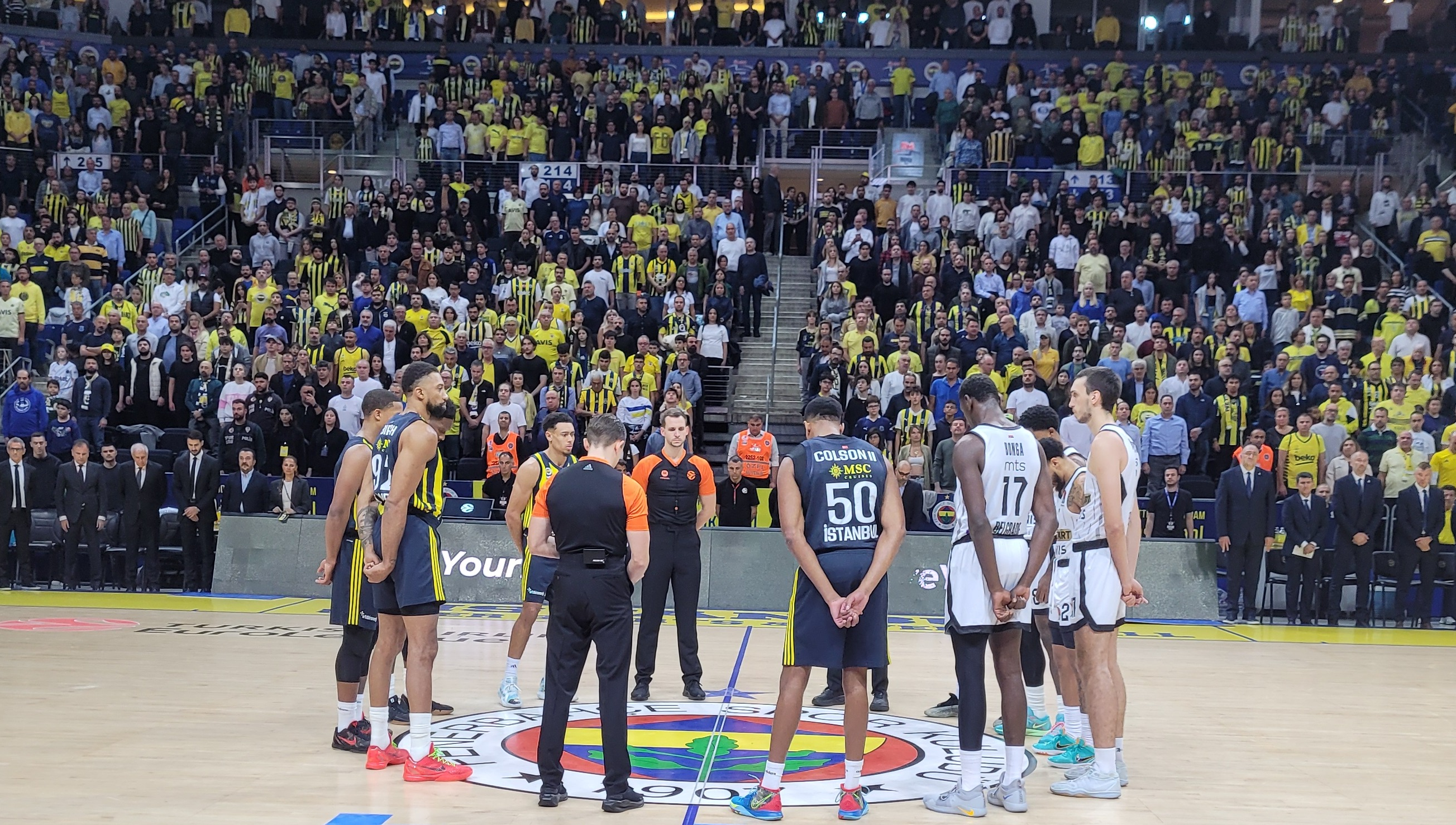
在土耳其伊斯坦堡舉行的歐洲籃球聯賽中，費內巴切籃球隊和遊擊隊籃球隊在比賽前為事故默哀

多名歐盟官員向塞爾維亞表示哀悼，包括歐盟鄰近與擴展事務專員奧利佛·瓦勒伊、歐盟駐塞爾維亞大使埃馬努埃萊·吉奧弗雷、奧地利總理卡爾·內哈默、克羅地亞總理安德烈·普蘭科維奇、匈牙利總理歐爾班·維克多、希臘基礎設施和運輸部長克里斯多斯·斯塔庫拉斯，以及羅馬尼亞外交部等。
此外，其他多位國際官員也表達慰問之意，包括波斯尼亞和黑塞哥維那主席團戴尼斯·貝契羅維奇（波斯尼亞人）與熱莉卡·茨維亞諾維奇（塞族人）、波斯尼亞和黑塞哥維那交通與通訊部長愛丁·福斯、塞族共和國交通與通訊部長內德爾科·庫布里洛維奇、日本駐塞爾維亞大使今村明、哈薩克總統卡西姆若馬爾特·托卡耶夫、蒙特內哥羅總統雅科夫·米拉托維奇、蒙特內哥羅議會議長安德里亞·曼迪奇、蒙特內哥羅交通部長瑪雅·武基切維奇，挪威駐塞爾維亞大使克里斯汀·梅爾松、俄羅斯總統弗拉基米爾·普京，以及國家杜馬主席維亞切斯拉夫·沃洛金等。
波斯尼亞和黑塞哥維那的塞族共和國以及蒙特內哥羅分別宣佈11月2日和3日為哀悼日。